# Phrynarachne rugosa infernalis
Phrynarachne rugosa là một phân loài nhện trong họ Thomisidae.
Loài này thuộc chi Phrynarachne. Phrynarachne rugosa infernalis được Embrik Strand miêu tả năm 1907.